# Неручев Михайло Васильович
Миха́йло Васи́льович Не́ручев (нар. 1835 — пом. 1922) — російський агроном і публіцист. Один з організаторів науково-дослідних робіт в сільськогосподарських дослідних установах півдня Росії.

## Біографія
Народився у 1835 році. 1860 року закінчив Гори-Горецький землеробний інститут (нині Білоруська сільськогосподарська академія). Працював на адміністративній і господарській роботі в Москві, в Херсонській, Бессарабській, Таврійській губерніях.
Головним у розвитку виноградарства вважав вибір сортів, відповідно місцевих умов, а у виноробстві — погрібне господарство. Для боротьби з філоксерою пропонував використовувати в якості підщеп філоксеростійкі американські сорти винограду.
Помер у 1922 році.

## Праці
- В интересах бессарабского виноделия. — Русский винодел, 1887, июнь, № 11—12;
- Обзор деятельности земств в области виноградарства и виноделия. — Виноградарство и виноделие, 1907, № 4—5;
- Организация инструкторской части по виноградарству и виноделию, с точки зрения интересов Таврической губернии. — Виноградарство и виноделие, 1907 № 8.